# Episodi di Dorothy e le meraviglie di Oz (seconda stagione)
La seconda stagione di Dorothy e le meraviglie di Oz è stata pubblicata negli Stati Uniti, sul servizio on demand di Boomerang dal 24 maggio 2018 al 29 dicembre 2019.
In Italia è stata trasmessa dal 3 settembre 2018 su Boomerang.
| n° | Titolo originale                   | Titolo italiano                           | Prima TV USA     | Prima TV Italia   |
| -- | ---------------------------------- | ----------------------------------------- | ---------------- | ----------------- |
| 1  | The Wizard Returns                 |                                           | 24 maggio 2018   | 3 settembre 2018  |
| 1  | The Wizard Pays a Visit            |                                           | 24 maggio 2018   | 3 settembre 2018  |
| 2  | Escape from the Crystal Ball       |                                           | 24 maggio 2018   | 4 settembre 2018  |
| 2  | The Return of the Wicked Witch     |                                           | 24 maggio 2018   | 4 settembre 2018  |
| 3  | Three Friends and a Magic Crystal  |                                           | 24 ottobre 2018  | 5 settembre 2018  |
| 3  | Toto Transformed                   |                                           | 29 novembre 2018 | 5 settembre 2018  |
| 4  | Scarecrow Knows Best               |                                           | 29 novembre 2018 | 6 settembre 2018  |
| 4  | General Jinjur                     |                                           | 29 novembre 2018 | 6 settembre 2018  |
| 5  | Where-Helmina's My Broom?!         | Che fine ha fatto la scopa di Wilhelmina? | 29 novembre 2018 | 7 settembre 2018  |
| 5  | Yellow Brick Road Race             | La corsa per il Sentiero Dorato           | 29 novembre 2018 | 7 settembre 2018  |
| 6  | Don't Follow the Yellow Brick Road | Non seguiamo il Sentiero Dorato           | 29 novembre 2018 | 10 settembre 2018 |
| 6  | The Tallest Munchkin               |                                           | 29 novembre 2018 | 10 settembre 2018 |
| 7  | Scarecrow Goes to College          | La banda degli enigmisti                  | 29 novembre 2018 | 11 settembre 2018 |
| 7  | Welcome to Oz Mitch                |                                           | 29 novembre 2018 | 11 settembre 2018 |
| 8  | Wheeling Tin Man                   | Il rito di iniziazione                    | 29 novembre 2018 | 12 settembre 2018 |
| 8  | Home Away from Home                |                                           | 29 novembre 2018 | 12 settembre 2018 |
| 9  | The Vault Heist                    |                                           | 29 novembre 2018 | 13 settembre 2018 |
| 9  | Witch One's the Boss?!             |                                           | 29 novembre 2018 | 13 settembre 2018 |
| 10 | Wingmen No More                    | I due sostituti                           | 29 novembre 2018 | 14 settembre 2018 |
| 10 | Hammer Time                        | Il nuovo museo dei Mastichini             | 29 novembre 2018 | 14 settembre 2018 |
| 11 | Jest Kidding                       | Sbellicarsi dalle risate                  | 29 novembre 2018 | 17 settembre 2018 |
| 11 | Sisterhood of the Witch            | La Congrega delle Streghe                 | 29 novembre 2018 | 17 settembre 2018 |
| 12 | The Old Classic                    | Un vecchio classico                       | 6 dicembre 2018  | 18 settembre 2018 |
| 12 | Too Predictable                    | Troppo prevedibile                        | 6 dicembre 2018  | 18 settembre 2018 |
| 13 | Oztember Surprise                  | La sorpresa di Oztembre                   | 6 dicembre 2018  | 19 settembre 2018 |
| 13 | Sir Hokus of Pokes                 | Sir Hokus di Pokes                        | 6 dicembre 2018  | 19 settembre 2018 |
| 14 | The Nice Witch                     |                                           | 29 marzo 2019    | 11 marzo 2019     |
| 14 | Scoodlers                          |                                           | 29 marzo 2019    | 11 marzo 2019     |
| 15 | Emerald Thumb                      |                                           | 29 marzo 2019    | 11 marzo 2019     |
| 15 | The Witch Hunter                   |                                           | 29 marzo 2019    | 11 marzo 2019     |
| 16 | The Tin Giant                      |                                           | 29 marzo 2019    | 12 marzo 2019     |
| 16 | Dorothy's Detective Agency         |                                           | 29 marzo 2019    | 12 marzo 2019     |
| 17 | Kingdom of Dreams                  |                                           | 29 marzo 2019    | 12 marzo 2019     |
| 17 | Ozmosis                            |                                           | 29 marzo 2019    | 12 marzo 2019     |
| 18 | Lion and the Crown                 |                                           | 29 marzo 2019    | 13 marzo 2019     |
| 18 | Munchkin School                    |                                           | 29 marzo 2019    | 13 marzo 2019     |
| 19 | Welcome to the Bungle              |                                           | 29 marzo 2019    | 13 marzo 2019     |
| 19 | The Mouse that Roared              |                                           | 29 marzo 2019    | 13 marzo 2019     |
| 20 | Special Delivery                   |                                           | 29 marzo 2019    | 14 marzo 2019     |
| 20 | Broomstormers!                     |                                           | 15 novembre 2019 | 14 marzo 2019     |
| 21 | Prisoner Under the Rainbow         | Il ritorno del mago                       | 15 novembre 2019 | 14 marzo 2019     |
| 21 | The Lost Appetite                  | Risucchiati nella sfera di cristallo      | 15 novembre 2019 | 14 marzo 2019     |
| 22 | Chasing Rainbows                   | A caccia di arcobaleni                    | 15 novembre 2019 | 15 marzo 2019     |
| 22 | The Wicked Wand                    | La bacchetta malvagia                     | 15 novembre 2019 | 15 marzo 2019     |
| 23 | Ojo’s Treasure Hunt                | La caccia al tesoro di Ojo                | 15 novembre 2019 | 15 marzo 2019     |
| 23 | Return of Pumpkinhead              | Oz-Piedone                                | 15 novembre 2019 | 15 marzo 2019     |
| 24 | Christmas in Oz                    |                                           | 29 dicembre 2019 | 18 marzo 2019     |
| 25 | Doozy Of a Woozy                   |                                           | 15 novembre 2019 | 18 marzo 2019     |
| 25 | The Wizard Gets Witched            |                                           | 15 novembre 2019 | 18 marzo 2019     |
| 26 | Toto a Go! Go!                     |                                           | 15 novembre 2019 | 19 marzo 2019     |
| 26 | Captain Bill in Going Nowhere Fast | Tutti contro il Boolooroo                 | 15 novembre 2019 | 19 marzo 2019     |